# ألجيرنون لي باتلر
ألجيرنون لي باتلر هو محامي وقاضي وسياسي أمريكي، ولد في 2 أغسطس 1905 في كلينتون في الولايات المتحدة، وتوفي في 5 سبتمبر 1978 في رالي في الولايات المتحدة. نشط حزبياً في الحزب الجمهوري. وقد انتخب عضو مجلس نواب كارولينا الشمالية ‏.